# Diogo Jorge de Brito
Diogo Jorge de Brito (Lisboa, 1785 — 2 de novembro de 1830) foi um militar brasileiro.
Foi ministro da Marinha do Brasil, de 22 de novembro de 1827 a 30 de maio de 1828, e interinamente de 6 a 16 de junho de 1828.